# François Demunck
François Demunck of François De Munck (Brussel, 3 oktober 1815 – aldaar, 28 februari 1854) was een Belgisch cellist.
Hij werd geboren in het gezin van musicus (musicien artistique) Henri Demunck en Barbe Tibau. Hij huwde Antoinette Louise Gilbert, van wie hij later scheidde. Twee zonen, Camille en Ernest, gingen ook de muziek in als violist respectievelijk cellist.
Zijn muziekopleiding startte voor François toen hij tien jaar oud was aan het Koninklijk Conservatorium Brussel. Hij was er leerling van Nicolas Joseph Platel. In 1834 studeerde hij er af en behaalde samen met Alexander Batta een eerste prijs. Het daaropvolgende jaar was hij direct docent aan genoemde instelling, waarna hij zijn leraar Platel opvolgde als "professeur". François-Joseph Fétis noemde hem in zijn muzieklexicon een van de beste cellisten van zijn tijd. Tegelijkertijd maakte Demunck artistieke vergissingen en raakte aan de drank, hetgeen een goede toekomst onzeker maakte. Hij vertrok naar Londen en vervolgens naar Duitsland. Hij gaf ook concerten in Saksen en Rusland. Na nogmaals zich in Londen te hebben gevestigd en gespeeld te hebben in een Koninklijk Theater, begonnen zijn lichamelijke gebreken als gevolg van de drankverslaving hem in de weg te zitten. In 1853 keerde hij terug naar Brussel waar hij ook overleed. 
Van zijn hand verscheen een compositie getiteld Fantasie avec des variations sur des themes ruses, pour violoncelle et orchestra, opus 1.
- Gemeinsame Normdatei: 116070226
- International Standard Name Identifier: 0000 0000 1017 1349
- MusicBrainz: 37adf42b-e3cc-4fd4-8106-e3270d0e2225
- Virtual International Authority File: 49966967
- WorldCat: E39PBJyrRhj3c9kKc9MmgQQrMP